# Liste von Heimat- und Geschichtsvereinen in Nordrhein-Westfalen
Die Liste von Heimat- und Geschichtsvereinen in Nordrhein-Westfalen ist nach den Kreisen und dem Vereinssitz in Nordrhein-Westfalen gegliedert.

## Liste

### Dachverbände
| Bezeichnung                         | Sitz    | Gründungsjahr | Beschreibung | Verweise |
| ----------------------------------- | ------- | ------------- | --- | -------- |
| Westfälischer Heimatbund e.V. (WHB) | Münster | 1915          | als Dachverband von etwa 600 örtlichen Heimatvereinen, Bürgervereinen und Kulturvereinen und der rund 700 ehrenamtlichen Heimatpfleger in Westfalen | [ 1 ]    |

### Städteregion Aachen
| Bezeichnung                                  | Sitz       | Gründungsjahr | Beschreibung                                                          | Verweise |
| -------------------------------------------- | ---------- | ------------- | --------------------------------------------------------------------- | -------- |
| Aachener Geschichtsverein                    | Aachen     | 1879          | hervorgegangen aus dem 1865 gegründeten Archäologischen Verein Aachen | [ 2 ]    |
| Eschweiler Geschichtsverein                  | Eschweiler | 1974          | Nachfolger des Geschichtsvereins für Eschweiler und Umgebung.         | [ 3 ]    |
| Geschichtsverein für Eschweiler und Umgebung | Eschweiler | 1920          | Bestand von 1920 bis zum Zweiten Weltkrieg.                           |          |

### Bergisches Land
| Bezeichnung                            | Sitz      | Gründungsjahr | Beschreibung | Verweise |
| -------------------------------------- | --------- | ------------- | --- | -------- |
| Bergischer Geschichtsverein e.V. (BGV) | Wuppertal | 1863          | Der BGV besteht aus einem Zusammenschluss von 15 rechtlich selbstständigen lokalen Geschichtsvereinen, die er als Abteilungen des Gesamtvereins führt. Diese Abteilungen sind Burscheid, Erkrath, Haan, Hückeswagen, Niederwupper-Leverkusen (incl. Monheim, Langenfeld und Leichlingen), Oberberg (incl. Bergneustadt, Engelskirchen, Gummersbach, Nümbrecht, Reichshof, Lindlar, Marienheide, Morsbach, Waldbröl, Wiehl, Windeck und Wipperfürth), Overath, Radevormwald, Rechtsrheinisches Köln, Remscheid, Rhein-Berg (Bergisch Gladbach), Solingen, Velbert-Hardenberg, Wermelskirchen und Wuppertal. | [ 4 ]    |

### Bochum
| Bezeichnung                                             | Sitz                | Gründungsjahr        | Beschreibung                                                                    | Verweise |
| ------------------------------------------------------- | ------------------- | -------------------- | ------------------------------------------------------------------------------- | -------- |
| Kortum-Gesellschaft Bochum                              | Bochum              | 1921                 | Erforschung und Pflege der Regionalgeschichte und des Denkmalschutzes in Bochum | [ 5 ]    |
| Verkehrs- und Geschichtsverein Langendreer / Werne e.V. | Bochum-Langendreer  | 1948                 | Geschichte der Region, mit Schwerpunkt Langendreer und Werne                    | [ 6 ]    |
| Heimat- und Bürgerverein Wattenscheid                   | Bochum-Wattenscheid | 1970                 | u. A. Geschichte Wattenscheid, Helfs Hof                                        | [ 7 ]    |
| Heimat und Bürgerverein Bochum-Steinkuhl                | Bochum-Steinkuhl    | 1925                 | u.A. Geschichte Bochum-Steinkuhl                                                |          |
| Stiepeler Verein für Heimatforschung                    | Bochum-Stiepel      | 1986                 | Geschichte Stiepel, Träger der Zeche Pfingstblume                               | [ 8 ]    |
| Eppendorfer Heimatverein                                | Bochum-Eppendorf    | 1988                 | Geschichte Eppendorf, Träger des Thorpe Heimatmuseum                            | [ 9 ]    |
| Kohlengräberland                                        | Bochum-Gerthe       | 2007                 | Geschichtswerkstatt für den Bochumer Norden                                     | [ 10 ]   |
| Bochumer Geschichtswerkstatt                            | Bochum              | 2007                 | Kritische Geschichtserforschung von unten                                       | [ 11 ]   |
| Geschichtskreis Weitmar                                 | Bochum-Weitmar      | 2014                 | Geschichte Weitmars                                                             | [ 12 ]   |
| Interessengemeinschaft Eppendorfer Geschichte           | Bochum-Eppendorf    | seit wenigstens 2017 | Geschichte Eppendorfs                                                           | [ 13 ]   |
| GeschichtsGruppeGrumme                                  | Bochum-Grumme       | 2017                 | Geschichte Grummes                                                              | [ 14 ]   |
| Lernen durch Erinnern                                   | Bochum              | 2021                 | Erinnerungskultur und Stadtgeschichte des 20. Jahrhunderts                      | [ 15 ]   |

### Bonn
| Bezeichnung                                                | Sitz          | Gründungsjahr | Beschreibung                                              | Verweise |
| ---------------------------------------------------------- | ------------- | ------------- | --------------------------------------------------------- | -------- |
| Verein für Heimatpflege und Heimatgeschichte Bad Godesberg | Bad Godesberg | 1869          |                                                           | [ 16 ]   |
| Heimat- und Geschichtsverein Beuel am Rhein                | Beuel         | 1947          |                                                           | [ 17 ]   |
| Bonner Heimat- und Geschichtsverein                        | Bonn          | 1886          | vormals: Bonnensia. Verein zur Sammlung Bonner Altertümer | [ 18 ]   |
| Heimatverein Bonn-Oberkassel                               | Oberkassel    | 1975          |                                                           | [ 19 ]   |
| Denkmal- und Geschichtsverein Bonn-Rechtsrheinisch         | Beuel         | 1975          |                                                           | [ 20 ]   |

### Kreis Borken
| Bezeichnung                                    | Sitz   | Gründungsjahr | Beschreibung                                                                    | Verweise |
| ---------------------------------------------- | ------ | ------------- | ------------------------------------------------------------------------------- | -------- |
| Heimat- und Altertumsverein der Vredener Lande | Vreden | 1926          | Umfangreiche Schriftenreihe im Eigenverlag mit weit über 100 Veröffentlichungen | [ 21 ]   |

### Dortmund
| Bezeichnung                                              | Sitz      | Gründungsjahr | Beschreibung | Verweise |
| -------------------------------------------------------- | --------- | ------------- | ------------ | -------- |
| Historischer Verein für Dortmund und die Grafschaft Mark | Dortmund  | 1871          |              | [ 22 ]   |
| Aplerbecker Geschichtsverein                             | Aplerbeck |               |              | [ 23 ]   |

### Duisburg
| Bezeichnung                                                                       | Sitz                         | Gründungsjahr | Beschreibung                                                     | Verweise |
| --------------------------------------------------------------------------------- | ---------------------------- | ------------- | ---------------------------------------------------------------- | -------- |
| Verband Duisburger Bürgervereine                                                  | Duisburg                     |               |                                                                  | [ 24 ]   |
| Baerler Heimat- und Bürgerverein e.V.                                             | Duisburg-Baerl               |               |                                                                  | [ 25 ]   |
| Buchholzer Bürgerverein e.V.                                                      | Duisburg-Buchholz            |               |                                                                  | [ 26 ]   |
| Bürgerverein Duissern e.V.                                                        | Duisburg-Duissern            | 1899          |                                                                  | [ 27 ]   |
| Bürgerverein Ehingen                                                              | Duisburg-Ehingen             |               |                                                                  |          |
| Freundeskreis lebendige Grafschaft e.V.                                           | Duisburg-Friemersheim        | 1976          |                                                                  | [ 28 ]   |
| Bürgerverein Großenbaum / Rahm e.V.                                               | Duisburg-Großenbaum          |               |                                                                  | [ 29 ]   |
| Heimatverein Hamborn e.V.                                                         | Duisburg-Hamborn             | 2011          |                                                                  | [ 30 ]   |
| Bürgerverein Die Homberger e.V.                                                   | Duisburg-Homberg             | 2024          |                                                                  | [ 31 ]   |
| Freundeskreis Historisches Homberg e.V.                                           | Duisburg-Homberg             | 1985          |                                                                  | [ 32 ]   |
| Bürgerverein Hüttenheim                                                           | Duisburg-Hüttenheim          |               |                                                                  |          |
| Bürgerverein Kaßlerfeld & Neuenkamp e.V.                                          | Duisburg-Kaßlerfeld          |               |                                                                  | [ 33 ]   |
| Bürgervereinigung Duisburg-Laar e.V.                                              | Duisburg-Laar                | 1874          |                                                                  | [ 34 ]   |
| Runder Tisch Marxloh e.V.                                                         | Duisburg-Marxloh             |               |                                                                  | [ 35 ]   |
| Meidericher Bürgerverein von 1905 e.V.                                            | Duisburg-Meiderich           | 1905          |                                                                  | [ 36 ]   |
| Bürgerverein DU-Mündelheim 1988 e.V.                                              | Duisburg-Mündelheim          | 1972          |                                                                  | [ 37 ]   |
| Bürgerverein Duisburg-Neudorf e.V.                                                | Duisburg-Neudorf             |               |                                                                  | [ 38 ]   |
| Ruhrorter Bürgerverein 1910 e.V.                                                  | Duisburg-Ruhrort             | 1910          |                                                                  | [ 39 ]   |
| Bürgerverein Duisburg-Serm e.V.                                                   | Duisburg-Serm                |               |                                                                  | [ 40 ]   |
| Bürgerverein Ungelsheim e.V.                                                      | Duisburg-Ungelsheim          |               |                                                                  | [ 41 ]   |
| Walsumer Heimatverein e.V.                                                        | Duisburg-Walsum              |               |                                                                  | [ 42 ]   |
| Heimat- und Bürgerverein Wanheim-Angerhausen e.V.                                 | Duisburg-Wanheim-Angerhausen | 1910          |                                                                  | [ 43 ]   |
| Wanheimerorter Bürgerverein v. 1874                                               | Duisburg-Wanheimerort        | 1874          |                                                                  | [ 44 ]   |
| Bürgerverein Wedau/Bissingheim 1972 e.V.                                          | Wanheim-Angerhausen          | 1972          |                                                                  | [ 45 ]   |
| Niederrheinische Gesellschaft für Vor- und Frühgeschichtsforschung Duisburg e. V. | Duisburg                     | 1921          | Erforschung der Vor- und Frühgeschichte des unteren Niederrheins | [ 46 ]   |

### Ennepe-Ruhr-Kreis
| Bezeichnung                                                         | Sitz                    | Gründungsjahr | Beschreibung                                                      | Verweise      |
| ------------------------------------------------------------------- | ----------------------- | ------------- | ----------------------------------------------------------------- | ------------- |
| Bürger-, Heimat- und Verkehrsverein Elfringhausen und Umgebung e.V. | Hattingen-Elfringhausen |               |                                                                   | [ 47 ]        |
| Heimatverein Herdecke                                               | Herdecke                |               |                                                                   | [ 48 ]        |
| Heimat- und Geschichtsverein Sprockhöve                             | Sprockhövel             |               |                                                                   | [ 49 ]        |
| Heimatverein Wetter e.V.                                            | Wetter (Ruhr)           |               |                                                                   | [ 50 ]        |
| Bürger und Heimatverein Heven                                       | Witten-Heven            | 1897          | Setzt sich mit der Geschichte von Heven und Umgebung auseinander. | [ 52 ]        |
| Verein für Orts- und Heimatkunde in der Grafschaft Mark             | Witten                  | 1886          |                                                                   |               |
| Arbeitsgemeinschaft Muttenthalbahn                                  | Witten                  | 1986          | siehe Gruben- und Feldbahnmuseum Zeche Theresia                   |               |
| Buchholzer Heimatverein                                             | Witten-Buchholz         | 1997          |                                                                   | [ 53 ]        |
| Burgfreunde Hardenstein                                             | Witten                  | 1974          | Burg Hardenstein                                                  | [ 54 ]        |
| Förderverein Bergbauhistorischer Stätten Ruhrrevier                 | Witten                  | 1982          | Fokus Bergbau                                                     |               |
| Geschichtsverein Annen                                              | Witten-Annen            | 1987          |                                                                   | [ 55 ] [ 56 ] |
| Heimat- und Geschichtsverein Bommern                                | Witten-Bommern          | 1984          |                                                                   |               |
| Heimatfreunde Stockum/Düren                                         | Witten                  |               | Rund um Witten-Stockum und Witten-Düren                           |               |
| Heimatverein Herbede                                                | Witten-Herbede          |               |                                                                   |               |
| Heimatverein Rüdinghausen                                           | Witten-Rüdinghausen     |               |                                                                   |               |
| Rosi-Wolfstein-Gesellschaft                                         | Witten                  |               |                                                                   |               |

### Essen
| Bezeichnung                                        | Sitz                | Gründungsjahr         | Beschreibung                           | Verweise |
| -------------------------------------------------- | ------------------- | --------------------- | -------------------------------------- | -------- |
| Arbeitsgemeinschaft Essener Geschichtsinitiativen  | Essen               | 1991                  |                                        | [ 57 ]   |
| Bürgerschaft Kupferdreh e.V.                       | Essen-Kupferdreh    | 1897                  |                                        | [ 58 ]   |
| Bürgerschaft Rellinghausen-Stadtwald e.V.          | Essen-Rellinghausen | 1994 (Vorläufer 1925) |                                        | [ 59 ]   |
| Heimat- und Burgverein Essen-Burgaltendorf         | Essen-Burgaltendorf | 1950                  | Schwerpunkt: Burg Altendorf und mehr   | [ 60 ]   |
| Heimat- und Verkehrsverein Kettwig                 | Essen-Kettwig       |                       |                                        | [ 61 ]   |
| Historischer Verein für Stadt und Stift Essen e.V. | Essen               | 1880                  |                                        | [ 62 ]   |
| Kettwiger Museums- und Geschichtsfreunde e.V.      | Essen-Kettwig       | 1990                  | Betreiber des Stadtmuseums Kettwig     | [ 63 ]   |
| Krayer Archiv                                      | Essen-Kray          | 2010                  | Abteilung der Krayer Bürgerschaft e.V. | [ 64 ]   |
| Kultur-Historischer Verein Borbeck e.V.            | Essen-Borbeck       |                       |                                        | [ 65 ]   |
| Steeler Archiv e.V.                                | Essen-Steele        | 2006                  |                                        | [ 66 ]   |
| Verkehrshistorische Arbeitsgemeinschaft EVAG e.V.  | Essen               | 1988                  |                                        | [ 67 ]   |
| Heimatgeschichtskreis Eiberg                       | Essen-Eiberg        | 1995                  |                                        | [ 68 ]   |

### Gelsenkirchen
| Bezeichnung                           | Sitz                     | Gründungsjahr | Beschreibung | Verweise |
| ------------------------------------- | ------------------------ | ------------- | --- | -------- |
| Heimatbund Gelsenkirchen e.V.         | Gelsenkirchen            | 1927          | Verein für Heimatkunde und -pflege, Lokalgeschichte und Heimatforschung, Natur-, Landschafts- und Denkmalschutz. Reichhaltiges Veranstaltungsprogramm. Herausgeber des periodisch erscheinenden Magazins „Emscher Zeitung“, einer Reihe Themenhefte „Gelsenkirchen in alter und neuer Zeit“ (bisher bald 40 Themenhefte) sowie der neuen Reihe „Eisenbahn in Gelsenkirchen“ | [ 69 ]   |
| Verein für Orts- und Heimatkunde e.V. | Gelsenkirchen-Buer       | 1890          | beschäftigt sich mit den ehemals der Stadt Buer angehörigen Stadtteilen | [ 70 ]   |
| Stadtteilarchiv Rotthausen e.V.       | Gelsenkirchen-Rotthausen | 1987          | hervorgegangen aus der 1976 gegründeten Arbeitsgruppe Rotthauser Geschichte | [ 71 ]   |
| Bergbausammlung Rotthausen            | Gelsenkirchen-Rotthausen | 2002          | Abteilung des Stadtteilarchiv Rotthausen e.V. | [ 72 ]   |
| Trägerverein Hugo Schacht 2 e.V.      | Gelsenkirchen-Buer       |               | Betreiber der Schachtanlage als Besucher- und Veranstaltungsort; unterhält zusammen mit dem Geschichtskreis Hugo/Schüngelberg „das kleine Museum“ | [ 73 ]   |
| Gelsenkirchener Geschichten e.V.      | Gelsenkirchen            |               | Betreiber des Internetforums „Gelsenkirchener Geschichten“, eines Online-Fotoarchivs und des GG-Wiki | [ 74 ]   |
| Gelsenzentrum e.V.                    | Gelsenkirchen            |               | Betreiber eines Portals für regionale Kultur- und Zeitgeschichte | [ 75 ]   |

### Gladbeck
| Bezeichnung                                                 | Sitz     | Gründungsjahr | Beschreibung | Verweise |
| ----------------------------------------------------------- | -------- | ------------- | --- | -------- |
| Verein für Orts- und Heimatkunde e. V. Gladbeck / Westfalen | Gladbeck | 1911          | gründete 1928 das heutige Museum der Stadt Gladbeck im Haus Wittringen; umfangreiche und vielseitige Veranstaltungsprogramm; Zeitschrift „Gladbeck unsere Stadt“ (zusammen mit dem Verkehrsverein). | [ 76 ]   |

### Kreis Gütersloh
| Bezeichnung                                         | Sitz                     | Gründungsjahr | Beschreibung                           | Verweise |
| --------------------------------------------------- | ------------------------ | ------------- | -------------------------------------- | -------- |
| Heimatverein Bockhorst                              | Versmold-Bockhorst       | 1971          |                                        | [ 77 ]   |
| Heimatverein Borgholzhausen                         | Borgholzhausen           |               |                                        |          |
| Heimatverein Gütersloh                              | Gütersloh                |               | Träger des Stadtmuseums Gütersloh      | [ 78 ]   |
| Heimatverein Isselhorst                             | Gütersloh-Isselhorst     |               | Träger des Heimatmuseums Isselhorst    | [ 79 ]   |
| Heimatverein Spexard                                | Gütersloh-Spexard        |               |                                        | [ 80 ]   |
| Heimatverein Halle                                  | Halle (Westf.)           |               |                                        |          |
| Heimatverein Eggeberg                               | Halle (Westf.)           |               |                                        |          |
| Heimatverein Tatenhausen                            | Halle (Westf.)           |               |                                        |          |
| Heimatverein Hörste                                 | Halle-Hörste             |               |                                        |          |
| Bürgerschützen- und Heimatverein Harsewinkel        | Harsewinkel              | 1845          |                                        | [ 81 ]   |
| Schützen- und Heimatverein Greffen                  | Harsewinkel-Greffen      | 1845          |                                        | [ 82 ]   |
| Heimatverein Marienfeld                             | Harsewinkel-Marienfeld   | 1950          |                                        | [ 83 ]   |
| Heimatverein Herzebrock                             | Herzebrock               |               |                                        | [ 84 ]   |
| Heimatverein Rheda                                  | Rheda-Wiedenbrück        | 1932          |                                        | [ 85 ]   |
| Heimatverein Wiedenbrück-Reckenberg                 | Rheda-Wiedenbrück        |               |                                        | [ 86 ]   |
| Heimatverein der Stadt Rietberg                     | Rietberg                 | 1931          |                                        |          |
| Heimat- und Verkehrsverein Schloß Holte-Stukenbrock | Schloß Holte-Stukenbrock |               | Träger der Heimathäuser in Stukenbrock | [ 87 ]   |
| Heimatverein Amshausen                              | Steinhagen-Amshausen     | 1952          |                                        | [ 88 ]   |
| Heimatverein Verl                                   | Verl                     | 1920          |                                        | [ 89 ]   |
| Heimatverein Versmold                               | Versmold                 | 1931          |                                        | [ 90 ]   |
| Heimat- und Kulturverein Werther                    | Werther (Westf.)         | 1903          |                                        | [ 91 ]   |

### Hagen
| Bezeichnung                                   | Sitz               | Gründungsjahr | Beschreibung | Verweise |
| --------------------------------------------- | ------------------ | ------------- | ------------ | -------- |
| Verein für Orts- und Heimatkunde Hohenlimburg | Hagen-Hohenlimburg | 1920          |              | [ 92 ]   |

### Kreis Heinsberg
| Bezeichnung                        | Sitz      | Gründungsjahr | Beschreibung                         | Verweise      |
| ---------------------------------- | --------- | ------------- | ------------------------------------ | ------------- |
| Heimatverein der Heinsberger Lande | Heinsberg | 1925          | Schwerpunkt Heinsberg Stadt und Land | [ 93 ] [ 94 ] |
| Heimat- und Naturverein Brachelen  | Brachelen | 2016          | Schwerpunkt Brachelen                | [ 95 ] [ 96 ] |

### Herne
| Bezeichnung                                    | Sitz  | Gründungsjahr | Beschreibung | Verweise |
| ---------------------------------------------- | ----- | ------------- | ------------ | -------- |
| Historischer Verein Herne / Wanne-Eickel e. V. | Herne |               |              | [ 97 ]   |

### Hochsauerlandkreis
| Bezeichnung                                            | Sitz          | Gründungsjahr | Beschreibung                                                          | Verweise        |
| ------------------------------------------------------ | ------------- | ------------- | --------------------------------------------------------------------- | --------------- |
| Arnsberger Heimatbund                                  | Arnsberg      |               | Schwerpunkt Arnsberg.                                                 | [ 98 ]          |
| Sauerländer Heimatbund                                 | Meschede      | 1921          | Schwerpunkt Sauerland.                                                | [ 99 ]          |
| Heimatbund Neheim-Hüsten                               | Arnsberg      | 1923          | Schwerpunkt Neheim und Hüsten                                         | [ 100 ]         |
| Heimatbund der Stadt Olsberg                           | Olsberg       | 1979          | Betreiber des Besucherbergwerks Philippstollen in der Grube Eisenberg | [ 101 ] [ 102 ] |
| Heimat- und Geschichtsverein Schmallenberger Sauerland | Schmallenberg | 1987          |                                                                       | [ 103 ]         |
| Heimat- und Geschichtsverein Winterberg                | Winterberg    | 1985          |                                                                       | [ 104 ]         |

### Köln
| Bezeichnung                                         | Sitz | Gründungsjahr | Beschreibung              | Verweise |
| --------------------------------------------------- | ---- | ------------- | ------------------------- | -------- |
| Historische Gesellschaft Köln                       | Köln | 1995          |                           |          |
| Geschichts- und Heimatverein rechtsrheinisches Köln | Köln | 1961          | Früher: Heimatverein Porz | [ 105 ]  |
| Verein für Geschichte und Kultur                    | Köln | 1963          |                           | [ 106 ]  |

### Märkischer Kreis
| Bezeichnung                                                         | Sitz                  | Gründungsjahr | Beschreibung                             | Verweise |
| ------------------------------------------------------------------- | --------------------- | ------------- | ---------------------------------------- | -------- |
| Heimat- und Bürgerverein Rahmede                                    | Altena                | 2000          |                                          | [ 107 ]  |
| Kultur- und Heimatverein Deilinghofen                               | Hemer-Deilinghofen    | 2003          |                                          | [ 108 ]  |
| Bürger- und Heimatverein Hemer                                      | Hemer                 | 1923          | Betreibt das Felsenmeermuseum            | [ 109 ]  |
| Geschichts- und Heimatverein Herscheid                              | Herscheid             |               |                                          | [ 110 ]  |
| Heimatverein Dorf Dröschede                                         | Iserlohn-Dröschede    | 1972          |                                          | [ 111 ]  |
| Heimatverein Letmathe                                               | Iserlohn-Letmathe     |               |                                          | [ 112 ]  |
| Heimatverein Ortsring Oestrich                                      | Iserlohn-Oestrich     | 2009          |                                          | [ 113 ]  |
| Geschichts- und Heimatverein Lüdenscheid                            | Lüdenscheid           | 2005          |                                          | [ 114 ]  |
| Heimatverein Meinerzhagen                                           | Meinerzhagen          |               |                                          | [ 115 ]  |
| Museums- und Heimatverein Menden (Sauerland)                        | Menden (Sauerland)    | 1912          | Unterstützt das Museum Menden            | [ 116 ]  |
| Heimat- und Verkehrsverein Nachrodt-Wiblingwerde                    | Nachrodt-Wiblingwerde | 1977          |                                          | [ 117 ]  |
| Heimatkreis Plettenberg                                             | Plettenberg           | 1965          | Betreibt das Heimathaus Plettenberg      | [ 118 ]  |
| Verein für Geschichte und Heimatpflege in der Gemeinde Schalksmühle | Schalksmühle          | 1979          | Betreibt das Museum Bauernhaus Wippekühl | [ 119 ]  |
| Heimat- und Geschichtsverein Werdohl                                | Werdohl               |               |                                          | [ 120 ]  |

### Kreis Minden-Lübbecke
| Bezeichnung                                                                | Sitz                                  | Gründungsjahr | Beschreibung                              | Verweise |
| -------------------------------------------------------------------------- | ------------------------------------- | ------------- | ----------------------------------------- | -------- |
| Arbeitskreis für Heimatpflege der Stadt Bad Oeynhausen                     | Bad Oeynhausen                        | 1974          |                                           | [ 121 ]  |
| Arbeitskreis Volmser Heimatfreunde                                         | Bad Oeynhausen-Volmerdingsen          | 1986          |                                           | [ 122 ]  |
| Freundeskreis Wasserschloß Ovelgönne                                       | Bad Oeynhausen-Eidinghausen           | 1983          |                                           | [ 123 ]  |
| Gesellschaft zur Förderung der Bodendenkmalpflege im Kreis Minden-Lübbecke | Petershagen                           | 2017          | Der Archäologieverein für den Mühlenkreis | [ 124 ]  |
| Heimat- und Verkehrsverein Bergkirchen                                     | Bad Oeynhausen                        | 1963          |                                           |          |
| Heimatverein Wöhren                                                        | Bad Oeynhausen-Eidinghausen           | 1957          |                                           | [ 125 ]  |
| Rehmer Heimatverein                                                        | Bad Oeynhausen-Rehme                  | 1995          |                                           | [ 126 ]  |
| Geschichtsverein Benkhausen                                                | Espelkamp                             |               |                                           | [ 127 ]  |
| Heimatverein Fiestel                                                       | Espelkamp-Fiestel                     | 1990          |                                           |          |
| Heimatverein Isenstedt                                                     | Espelkamp-Isenstedt                   | 1989          |                                           | [ 128 ]  |
| Verein der Garten- und Heimatfreunde Frotheim                              | Espelkamp-Frotheim                    | 1963          |                                           |          |
| Heimat- und Gartenbauverein Hille                                          | Hille                                 | 1939          |                                           | [ 129 ]  |
| Heimatverein „Zwischen Berg und Bruch“ Oberlübbe und Unterlübbe            | Hille-Oberlübbe/Hille-Unterlübbe      | 1989          |                                           | [ 130 ]  |
| Heimatverein Hartum                                                        | Hille-Hartum                          | 1989          |                                           |          |
| Heimatverein Holzhausen II                                                 | Hille-Holzhausen II                   | 1989          |                                           |          |
| Heimatverein Nordhemmern                                                   | Hille-Nordhemmern                     | 1997          |                                           |          |
| Heimatverein Rothenuffeln                                                  | Hille-Rothenuffeln                    | 1977          |                                           | [ 131 ]  |
| Heimatverein Südhemmern                                                    | Hille-Südhemmern                      | 1991          |                                           |          |
| Verein der Heimat- und Mühlenfreunde „Glück teo“ Eickhorst                 | Hille-Eickhorst                       |               |                                           |          |
| Heimatverein Nachtigallental Hüllhorst                                     | Hüllhorst                             | 1997          |                                           |          |
| Heimatverein Oberbauerschaft                                               | Hüllhorst-Oberbauerschaft             |               |                                           |          |
| Heimatverein Schnathorst                                                   | Hüllhorst-Schnathorst                 | 1991          |                                           | [ 132 ]  |
| Heimatverein Singkreis Ahlsen-Reineberg                                    | Hüllhorst-Ahlsen-Reineberg            | 1953          |                                           | [ 133 ]  |
| Heimatverein Tengern-Huchzen                                               | Hüllhorst-Tengern                     | 1993          |                                           | [ 134 ]  |
| Heimatverein Babilonie Obermehnen                                          | Lübbecke-Obermehnen                   | 1957          |                                           | [ 135 ]  |
| Heimatverein Blasheim                                                      | Lübbecke-Blasheim                     |               |                                           |          |
| Heimatverein Gehlenbeck                                                    | Lübbecke-Gehlenbeck                   | 2000          |                                           | [ 136 ]  |
| Heimatverein Stockhausen                                                   | Lübbecke-Stockhausen                  | 1989          |                                           | [ 137 ]  |
| Verein der Garten- und Heimatfreunde Nettelstedt                           | Lübbecke-Nettelstedt                  | 1969          |                                           |          |
| Heimatkreis Köslin                                                         | Minden                                | 1985          |                                           | [ 138 ]  |
| Heimatverein Dankersen                                                     | Minden-Dankersen                      | 1999          |                                           | [ 139 ]  |
| Heimatverein Dützen von 1987                                               | Minden-Dützen                         | 1987          |                                           | [ 140 ]  |
| Heimatverein Kutenhausen von 1989                                          | Minden-Kutenhausen                    | 1989          |                                           | [ 141 ]  |
| Heimatverein Leteln                                                        | Minden-Leteln                         | 1987          |                                           | [ 142 ]  |
| Heimatverein Päpinghausen                                                  | Minden-Päpinghausen                   |               |                                           | [ 143 ]  |
| Kultur- und Heimatverein Meißen                                            | Minden-Meißen                         | 1991          |                                           | [ 144 ]  |
| Mindener Geschichtsverein                                                  | Minden                                | 1922          |                                           | [ 145 ]  |
| Heimat- und Kulturverein Rosenhagen                                        | Petershagen-Rosenhagen                |               |                                           |          |
| Heimatverein Buchholz                                                      | Petershagen-Buchholz                  |               |                                           |          |
| Heimatverein Eldagsen                                                      | Petershagen-Eldagsen                  | 2004          |                                           | [ 146 ]  |
| Heimatverein Friedewalde                                                   | Petershagen-Friedewalde               |               |                                           | [ 147 ]  |
| Heimatverein Südfelde                                                      | Petershagen-Südfelde                  |               |                                           |          |
| Ilser Webgemeinschaft                                                      | Petershagen-Ilse                      | 1990          |                                           | [ 148 ]  |
| Verein der Garten- und Heimatfreunde Quetzen                               | Petershagen-Quetzen                   | 1934          |                                           | [ 149 ]  |
| Verein der Ortsheimatpflege Petershagen                                    | Petershagen                           | 2010          |                                           | [ 150 ]  |
| Heimatverein Costedt                                                       | Porta Westfalica-Costedt              |               |                                           |          |
| Heimatverein Holtrup                                                       | Porta Westfalica-Holtrup              |               |                                           |          |
| Heimatverein Kleinenbremen                                                 | Porta Westfalica-Kleinenbremen        | 1982          |                                           | [ 151 ]  |
| Heimatverein Nammen                                                        | Porta Westfalica-Nammen               |               |                                           | [ 152 ]  |
| Heimatverein Veltheim                                                      | Porta Westfalica-Veltheim             |               |                                           |          |
| Naturschutz und Heimatpflege Porta                                         | Porta Westfalica                      | 1993          |                                           | [ 153 ]  |
| Heimatverein „Singgemeinde“ Lashorst                                       | Preußisch Oldendorf-Lashorst          | 1933          |                                           | [ 154 ]  |
| Heimatverein Eggetal                                                       | Preußisch Oldendorf                   | 1954          |                                           | [ 155 ]  |
| Heimatverein Offelten                                                      | Preußisch Oldendorf-Offelten          |               |                                           |          |
| Verkehrs- und Heimatverein Preußisch Oldendorf                             | Preußisch Oldendorf                   | 1908          |                                           |          |
| Heimatfreunde Kleinendorf                                                  | Rahden-Kleinendorf                    | 1987          |                                           | [ 156 ]  |
| Heimatfreunde Pr. Ströhen                                                  | Rahden-Preußisch Ströhen              | 1975          |                                           |          |
| Heimatverein Sielhorst                                                     | Rahden-Sielhorst                      | 1994          |                                           | [ 157 ]  |
| Heimatverein Varl-Varlheide                                                | Rahden-Varl                           | 1990          |                                           |          |
| Heimatverein Wehe                                                          | Rahden-Wehe                           |               |                                           | [ 158 ]  |
| Verein für Heimatpflege Tonnenheide                                        | Rahden-Tonnenheide/Espelkamp-Schmalge | 1979          |                                           | [ 159 ]  |
| Heimatverein Levern                                                        | Stemwede-Levern                       | 1972          |                                           | [ 160 ]  |
| Heimatverein Stemwede                                                      | Stemwede                              |               |                                           |          |

### Mönchengladbach
| Bezeichnung                  | Sitz            | Gründungsjahr | Beschreibung | Verweise |
| ---------------------------- | --------------- | ------------- | --- | -------- |
| Neuwerker Heimatfreunde e.V. | Mönchengladbach | 1936          | Pflege und der Erhalt althergebrachter Sitten und Gebräuche, der plattdeutschen Sprache und die Sorge um den Erhalt des Ortsbildes sowie die Erforschung der Neuwerker Geschichte und seiner Bewohner | [ 161 ]  |

### Mülheim an der Ruhr
| Bezeichnung                               | Sitz                | Gründungsjahr | Beschreibung | Verweise |
| ----------------------------------------- | ------------------- | ------------- | --- | -------- |
| Geschichtsverein Mülheim an der Ruhr e.V. | Mülheim an der Ruhr | 1906          | Erforschung und Pflege der Mülheimer Geschichte, von Urkunden, Dokumenten sowie historischer Gegenstände.                       | [ 162 ]  |
| Initiativkreis Bergbau und Kokereiwesen   | Mülheim an der Ruhr | 1995          | Bergbauverein zur Aufarbeitung der Mülheimer Bergbaugeschichte. Durchführung von Ausstellungen, Bergbauführungen und Vorträgen. | [ 163 ]  |

### Kreis Olpe
| Bezeichnung                        | Sitz      | Gründungsjahr | Beschreibung | Verweise |
| ---------------------------------- | --------- | ------------- | ------------ | -------- |
| Verein für Ort- und Heimatkunde    | Attendorn | 1898          |              | [ 164 ]  |
| Heimatverein für Olpe und Umgebung | Olpe      | 1921          |              | [ 165 ]  |

### Kreis Recklinghausen
| Bezeichnung                                                 | Sitz              | Gründungsjahr | Beschreibung | Verweise |
| ----------------------------------------------------------- | ----------------- | ------------- | --- | -------- |
| Verein für Orts- und Heimatkunde e. V. Gladbeck / Westfalen | Gladbeck          | 1911          | gründete 1928 das heutige Museum der Stadt Gladbeck im Haus Wittringen; umfangreiche und vielseitige Veranstaltungsprogramm; Zeitschrift „Gladbeck unsere Stadt“ (zusammen mit dem Verkehrsverein). | [ 167 ]  |
| Heimatverein Westerholt 1914                                | Herten-Westerholt | 1914          | Betreiber des Heimatkabinetts im alten Café Oelmann. | [ 168 ]  |

### Rhein-Erft-Kreis
| Bezeichnung                         | Sitz  | Gründungsjahr | Beschreibung | Verweise |
| ----------------------------------- | ----- | ------------- | --- | -------- |
| Heimat- und Kulturverein Hürth e.V. | Hürth | 1950          | Der Verein widmet sich der Erforschung und Dokumentation der Heimatgeschichte, Heimatkunde, der Pflege von Brauchtum und Sprache, Mehrung von Kulturgütern, Mitwirkung beim Natur- und Denkmalschutz sowie der Förderung des Umweltschutzes. | [ 169 ]  |

### Rhein-Kreis Neuss
| Bezeichnung                                    | Sitz         | Gründungsjahr | Beschreibung | Verweise |
| ---------------------------------------------- | ------------ | ------------- | --- | -------- |
| Geschichtsverein Dormagen                      | Dormagen     | 1975          | | [ 170 ]  |
| Geschichtsverein für Grevenbroich und Umgebung | Grevenbroich | 1977          | | [ 171 ]  |
| Heimatkreis Lank e. V.                         | Meerbusch    | 1971          | Der Verein widmet sich der Erforschung und Dokumentation der Heimatgeschichte und dem Erhalt und Schutz der Baudenkmäler, Naturdenkmäler und der natürlichen Landschaft. Ferner befasst er sich mit der Pflege von Mundart und Brauchtum und unterstützt entsprechende Initiativen. | [ 172 ]  |
| Vereinigung der Heimatfreunde Neuss            | Neuss        | 1928          | | [ 173 ]  |
| Heimatverein Uedesheim                         | Neuss        |               | | [ 174 ]  |

### Rhein-Sieg-Kreis
| Bezeichnung                                                                 | Sitz                     | Gründungsjahr | Beschreibung                                                   | Verweise |
| --------------------------------------------------------------------------- | ------------------------ | ------------- | -------------------------------------------------------------- | -------- |
| Heimatverein Bödingen e. V.                                                 | Hennef-Bödingen          | 1937          | Heimat- und Gemeinschaftspflege für den Bödinger Raum          | [ 175 ]  |
| Dorfgemeinschaft Hennef-Lauthausen e. V.                                    | Hennef-Lauthausen        | 1986          | Umwelt-, Landschafts- und Denkmalpflege für Lauthausen         | [ 176 ]  |
| Heimat- und Verkehrsverein Stadt Blankenberg e. V.                          | Hennef-Stadt Blankenberg | 1911          | „Planvolle Heimatarbeit“ für Stadt Blankenberg                 | [ 177 ]  |
| Heimatverein Siebengebirge e. V.                                            | Königswinter             | 1926          | Heimat-, Natur- und Denkmalpflege für die Siebengebirgsregion  | [ 178 ]  |
| Geschichts- und Altertumsverein für Siegburg und den Rhein-Sieg-Kreis e. V. | Siegburg                 | 1903          | Geschichte und Archäologie in Siegburg und im Rhein-Sieg-Kreis | [ 179 ]  |
| Heimat- und Geschichtsverein Troisdorf e. V.                                | Troisdorf                | 1986          | Erforschung und Vermittlung der Geschichte Troisdorfs          | [ 180 ]  |

### Ruhrgebiet
| Bezeichnung                                                 | Sitz   | Gründungs- jahr | Beschreibung                                                                    | Verweise |
| ----------------------------------------------------------- | ------ | --------------- | ------------------------------------------------------------------------------- | -------- |
| Verband der Bürger- und Heimatvereine im Ruhrgebiet e.V.    | Essen  | 2001            | Verband von über 65 Bürger- und Heimatvereinen                                  | [ 181 ]  |
| Förderverein Bergbauhistorischer Stätten im Ruhrrevier e.V. | Witten | 1982            | Der Gesamtverein hat aktuell 13 Arbeitskreise mit rd. 480 Mitglieder            | [ 182 ]  |
| Forum Geschichtskultur an Ruhr und Emscher e.V.             | Essen  | 1992            | Offenes Netzwerk und Informationsportal für die Geschichtsszene des Ruhrgebiets | [ 183 ]  |

### Kreis Soest
| Bezeichnung                                                                  | Sitz            | Gründungs- jahr  | Beschreibung                                                            | Verweise        |
| ---------------------------------------------------------------------------- | --------------- | ---------------- | ----------------------------------------------------------------------- | --------------- |
| Neue Heimat- und Geschichtsverein Werl e.V.                                  | Werl            | 1974 (1895)      | Betreiber des Städtisches Museum Am Rykenberg – Wendelin-Leidinger-Haus | [ 184 ]         |
| Verein für Geschichte und Heimatpflege der Gemeinde Wickede (Ruhr) e.V.      | Wickede         | 1980             |                                                                         | [ 185 ] [ 186 ] |
| Gemeinschaft zur Pflege heimischen Brauchtums im Kirchspiel Ense Bremen e.V. | Ense            | 1976             |                                                                         | [ 187 ]         |
| Verein für Geschichte und Heimatpflege Niederense-Himmelpforten e.V.         | Niederense      | 1969             | Erinnerung an die Geschichte des Klosters Himmelpforten                 | [ 188 ]         |
| Heimatverein Möhnesee e.V.                                                   | Möhnesee        | 1974             | Motto: „Gestalten – Bewegen – Bewahren“                                 | [ 189 ]         |
| Wöske Schnaodloipers e.V.                                                    | Warstein        | 1995             |                                                                         | [ 190 ]         |
| Kultur- und Heimatverein Badulikum e. V.                                     | Belecke         | 2006 (1934)      |                                                                         | [ 191 ]         |
| Heimatverein Rüthen e.V.                                                     | Rüthen          | 1946             | Betreiber der Rüthener Museumsstube                                     | [ 192 ]         |
| Heimatverein Anröchte e.V.                                                   | Anröchte        |                  | Betreiber des Anröchter-Stein-Museum                                    | [ 193 ]         |
| Heimatverein Altenmellrich e.V.                                              | Altenmellrich   | 1992             |                                                                         | [ 194 ]         |
| Heimat- und Kulturverein Bad Sassendorf e.V.                                 | Bad Sassendorf  |                  |                                                                         | [ 195 ]         |
| Heimatverein Enkesen im Klei e.V.                                            | Enkesen im Klei |                  |                                                                         | [ 196 ]         |
| Verein für Geschichte und Heimatpflege Soest e.V.                            | Soest           | 1974 (1881/1904) |                                                                         | [ 197 ]         |
| Brücke e.V. Verein für Geschichte und Heimat Lippetal                        | Lippetal        | 2004             |                                                                         | [ 198 ]         |
| Verein zur Förderung der Heimat und des Brauchtums e.V. Oestinghausen        | Oestinghausen   | 1995             |                                                                         | [ 199 ]         |
| Verein für Geschichte und Heimatpflege Welver e.V.                           | Welver          | 1972             |                                                                         | [ 200 ]         |
| Heimatverein Erwitte 1973 e.V.                                               | Erwitte         | 1973             |                                                                         | [ 201 ]         |
| Verein für Heimatkunde Geseke e.V.                                           | Geseke          | 1925             | Betreiber des Städt. Hellweg-Museum Geseke                              | [ 202 ]         |
| Heimatbund Lippstadt e.V.                                                    | Lippstadt       | 1921             |                                                                         | [ 203 ]         |
| Heimatverein Bökenförde e.V.                                                 | Bökenförde      | 1994             |                                                                         | [ 204 ]         |

### Kreis Unna
| Bezeichnung                                | Sitz               | Gründungsjahr | Beschreibung | Verweise |
| ------------------------------------------ | ------------------ | ------------- | --- | -------- |
| Heimatverein Ergste                        | Schwerte-Ergste    |               | | [ 205 ]  |
| Heimatverein Reichshof Westhofen           | Schwerte-Westhofen | 1974          | | [ 206 ]  |
| Heimatverein Fröndenberg                   | Fröndenberg/Ruhr   | 1954          | | [ 207 ]  |
| Historischer Verein Holzwickede e.V.       | Holzwickede        | 1991          | Der Historische Verein Holzwickede betreibt im Ort eine Heimatstube und arbeitet mit der Geschichtswerkstatt an Veröffentlichungen zu lokalhistorischen Themen. | [ 208 ]  |
| Historischer Verein zu Unna                | Unna               | 1982          | | [ 209 ]  |
| Heimatverein des Kirchspiels Hemmerde e.V. | Unna-Hemmerde      |               | | [ 210 ]  |

### Kreis Wesel
| Bezeichnung                                         | Sitz   | Gründungsjahr | Beschreibung | Verweise |
| --------------------------------------------------- | ------ | ------------- | --- | -------- |
| Grafschafter Museums- und Geschichtsverein in Moers | Moers  |               | |          |
| Niederrheinischer Altertumsverein Xanten            | Xanten | 1877          | Forschung, Sammlung und Vermittlung im Umfeld Xantener Geschichte, dazu die Unterstützung der lokalen Museen und Durchführung von Exkursionen |          |